# Madame Favart

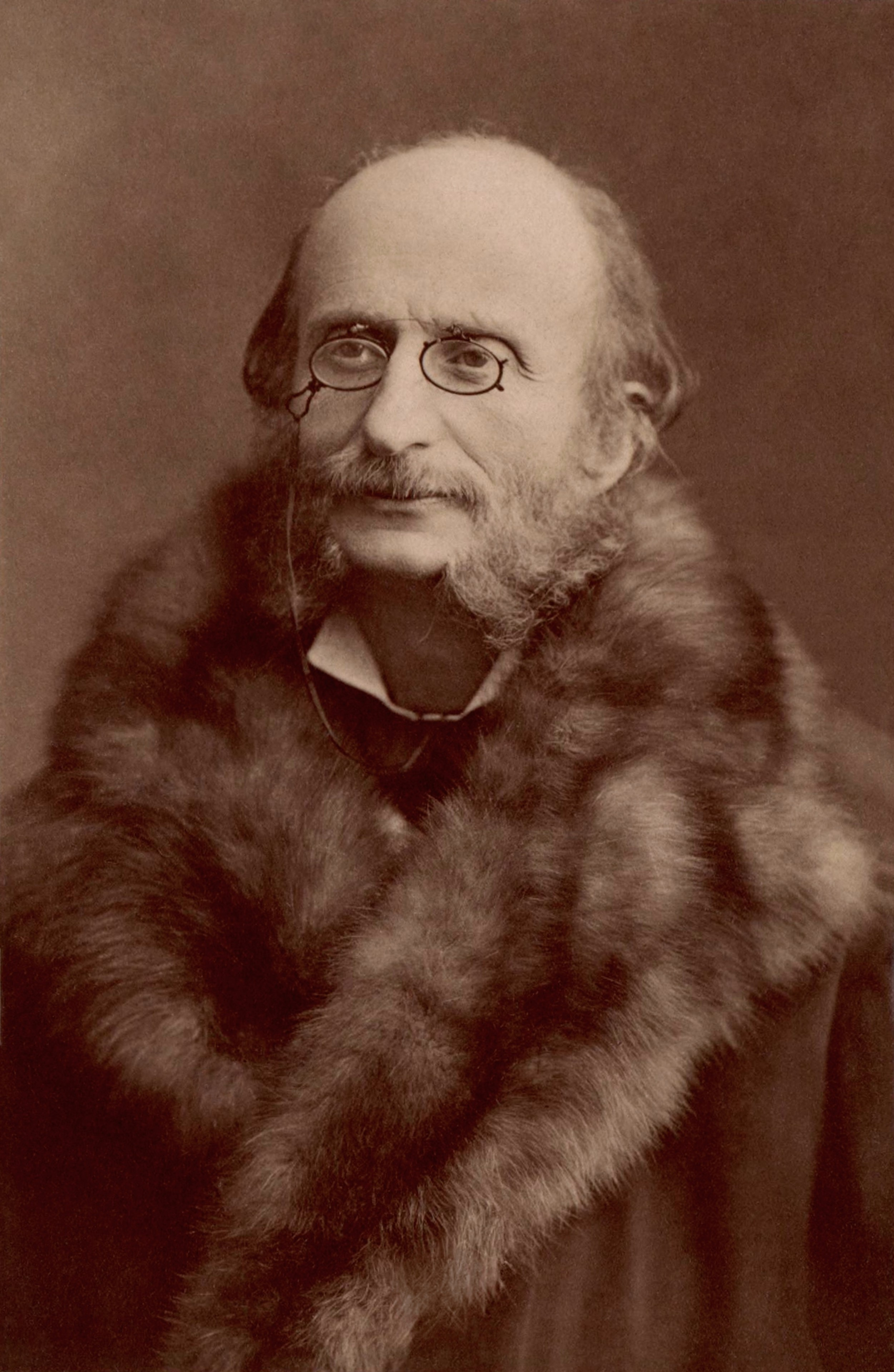
Jacques Offenbach

Madame Favart är en opéra comique (operett) i tre akter med musik av Jacques Offenbach och libretto av Alfred Duru och Henri Chivot.

## Historia
Efter Frankrikes nederlag i Fransk-tyska kriget 1870–1871 och kejsare Napoleon III:s abdikation sjönk Offenbachs popularitet i Paris, och han gjorde flera turnéer i Storbritannien och USA. Han fortsatte komponera nya operetter men nästan hela decenniet gick innan han fick en succé.
Madame Favart hade premiär på Théâtre des Folies-Dramatiques i Paris den 28 december 1878. I huvudrollerna återfanns Juliette Simon-Girard som Madame Favart och Simon-Max som Hector de Boispréau. Uppsättningen spelades ungefär 200 gånger. En nypremiär sattes upp på Théâtre des Bouffes-Parisiens den 4 mars 1884 och ytterligare en på Théâtre des Menus-Plaisirs 1888 med Anna Judic i titelrollen.

## Personer
| Roller                                                           | Röststämma | Premiärbesättning 28 december 28 (Dirigent: Jacques Offenbach) |
| ---------------------------------------------------------------- | ---------- | -------------------------------------------------------------- |
| Madame Favart, en aktris                                         | sopran     | Juliette Simon-Girard                                          |
| Charles-Simon Favart, hennes make, pjäsförfattare                | baryton    | Lepers                                                         |
| Hector de Boispréau                                              | tenor      | Simon-Max                                                      |
| Major Cotignac                                                   | bas        | François-Louis Luco                                            |
| Suzanne, hans dotter                                             | sopran     | Marie Gélabert                                                 |
| Marquis de Pontsablé                                             | tenor      | Édouard Maugé                                                  |
| Biscotin, en värdshusvärd                                        | bas        | Jean-Baptiste Octave                                           |
| Sergent Larose                                                   | tenor      | Jules Speck                                                    |
| Resande, gäster, officerare och soldater, kockar, värdshusvärdar |            |                                                                |

## Handling
Historien rör sig kring den i verkligheten firade franska aktrisen Marie Justine Benoîte Duronceray (1727–1775), hennes författarmake Charles-Simon Favart (1710–1792) och den aktrisbeundrande generalen Maurice de Saxe (1696–1750), vilken också förekommer i verismo-operan Adriana Lecouvreur.

### Akt I
Ett värdshus
Till ett värdshus i Arras anländer en droska och passagerarna går till sina rum. Bland dessa återfinns major Cotignac och hans dotter Suzanne, som har blivit förföljd av Hector de Boispréault till häst. Hector är förälskad i Suzanne och vill gifta sig med henne. Cotignac försöker ordna en anställning till en släkting och samtidigt erbjuda denne sin dotters hand när väl saken är ordnad. När majoren upptäcker att Suzanne och Hector älskar varandra i hemlighet går han med på att om Hector kan få tjänsten som polislöjtnant ska han få gifta sig med Suzanne.
Värdshusvärden Biscotin gömmer författaren Favart i sin källare. Denne har flytt undan general Maurice då Favarts hustru har motstått generalens närmande och därför satts i kloster. Men Justine Favart anländer till värdshuset förklädd till gatusångerska. Hon letar efter sin make men hittar till sin förvåning sin gamle barndomsvän Hector. Soldater kommer för att leta efter Favart, men hon lyckas få dem berusade och skickar i väg dem i fel riktning. Hector misslyckas med att få polistjänsten, men monsieur Favart gör sig redo att fly med sin hustru. Cotignac kommer rasande in efter att tvingats vänta hos guvernören medan denne flirtade med madame Favart som utgav sig för att vara Hectors hustru i syfte att få honom tjänsten. Hector, Suzanne och paret Favart ger sig av mot Douai.

### Akt 2
I Douai
Hector och Suzanne är gifta och paret Favart låtsas vara deras tjänare. Pontsablé anländer oanmäld och bjuder in sig själv till den nye polislöjtnanten och dennes hustru; madame Favart får åter igen låtsas vara Hectors hustru medan hennes make får avbryta guvernörens närmande. Madame Favart låtsas svimma när guvernören berättar att han vet var Favart är gömd. Vid en mottagning anländer guvernören med madame Favart (åter förklädd) som Comtesse de Montgriffon, och hon övertygar guvernören om att den riktiga madame Favart är i Saint-Omer. Pontsablé rusar efter men återkommer strax med den riktiga Comtesse de Montgriffon som har avslöjat att madame Favart är utklädd till tjänare, vilket visar sig vara Suzanne. Han arresterar henne i tron att hon är madame Favart och skickar henne till generalen.

### Akt 3
Ett krigsläger
Cotignac förkunnar att aktrisen Madame Favart ska uppträda i La Chercheuse d'esprit skriven av hennes make. Suzanne är orolig att bli avslöjad om hon går upp på scene. Hector och Justine anländer utklädda till tyrolare. Hon blir förvånad när hon ser sitt namn på affischen och att kungen kommer närvara. Hon går till det kungliga tältet för att förklara men kungen tror att hon bara spelar. Just som Pontsablé ser ut att lyckas med sin hämnd drar madame Favart fram en lapp ur en blomsterbukett där det framkommer att guvernören är avsatt. Hector och Suzanne är fria att gå och Favart utses till chef för Opéra-Comique.

## Musiknummer
Akt 1
- Ouvertyr
- Trio och couplets (Suzanne, Hector, Favart)
- Couplets, "Dans une cave obscure" (Favart)
- Kör och scen (Mme Favart)
- Couplets (Mme Favart)
- Couplets, "Ma mere aux vignes m'envoyit" (Mme Favart)
- Flykt-trio (Favart, Hector, Suzanne)
- Final (Couplets och stretta)

Akt 2
- Mellanspel
- Romans, "Suzanne est aujourd'hui ma femme" (Hector)
- Chanson de l'échaudé, "Quand du four on le retire" (Favart)
- Couplets (Pontsablé)
- Quartet (Suzanne, Hector, Mme Favart, Favart)
- Minuet och rondo, "Je passe sur mon enfance" (Mme Favart)
- Final

Akt 3
- Mellanspel
- Romans, "Quand il cherche dans sa cervelle" (Favart)
- Kör och Tyrolienne (Mme Favart, Hector)
- Couplets (Suzanne, Hector)
- Air (Mme Favart)
- Kör och duett (Mme Favart, Favart)